# Ponte do Rio Araújo
A Ponte do Rio Araújo é uma ponte que liga as cidades vizinhas de Florianópolis e São José. Foi inaugurada em 24 de junho de 2010.
Liga a Avenida Acioni Souza Filho, a Beira-Mar de São José, no bairro Campinas, a uma continuação da via no território florianopolitano, no bairro Capoeiras, passando sobre o rio Araújo, que divide as duas cidades, próximo a sua foz na Baía Sul. A ponte tem 30 m de extensão, divididos em 3 faixas, além de ciclovia e área de passeio. A ponte tem sentido único, oeste-leste, em direção a Florianópolis - uma outra ponte de sentido oposto fica a poucos metros, ligando Florianópolis a Avenida Presidente Kennedy, que forma um binário com a Beira-Mar.
A ponte custou 590 mil reais, porém no local também foi construído um pórtico de 36 m de altura em estrutura metálica com placas de inox. A estrutura que imitava uma ponte estaiada foi demolida em 15 de novembro de 2016 após problemas estruturais. O pórtico, sozinho, custou 360 mil reais, o que levou a ponte a custar 950 mil reais na época de sua inauguração.